# Lophophore de Sclater
Lophophorus sclateri
Espèce
Statut de conservation UICN

 VU C2a(i) : Vulnérable
Statut CITES
Lophophore de Sclater (Lophophorus sclateri) est une espèce d'oiseaux de la famille des Phasianidae.

## Distribution
Cette espèce est présente dans l'extrême nord-est de l’Inde (Arunachal Pradesh). Son aire de distribution se prolonge, au nord, vers l’extrême sud-est du Tibet et, à l’est, dans le nord et l’ouest du Yunnan, et dans le nord-est du Myanmar.

## Sous-espèces
D'après Alan P. Peterson, cette espèce est constituée des trois sous-espèces suivantes :
- Lophophorus sclateri arunachalensis  Kumar & Singh, 2004 ; Arunachal Pradesh
- Lophophorus sclateri orientalis  GWH Davison, 1974 ; nord-est du Myanmar et ouest du Yunnan.
- Lophophorus sclateri sclateri  Jerdon, 1870 ; Arunachal Pradesh.

La sous-espèce L. s. arunachalensis, caractérisée par une moitié terminale des rectrices blanches sans bande rousse, a été découverte en 1998 dans l’ouest de l’Arunachal Pradesh, d’abord sous forme de rectrices gardées en éventail par des chasseurs locaux (Kumar & Singh 1998) puis par observation directe de plusieurs individus (Kumar & Singh 1999).

## Habitat
Le lophophore de Sclater est inféodé, en hiver, dans les forêts de conifères de montagnes pourvues d’un sous-bois de bambous et de buissons de rhododendrons sur des versants rocheux et dans les prairies alpines en été.

## Alimentation
L’ensemble des données montre que, comme les autres lophophores, il consomme bulbes, racines et tubercules qu’il pioche dans la terre mais il prélève aussi des fragments de Primula sp., Pimpinella weishanensis, Meconopsis horrida, Myosotis silvatica, Heracleum lanatum (Han 2002).

## Comportement non social
De récentes observations montrent que ce lophophore fourrage en groupes plus ou moins importants sur des surfaces de plusieurs dizaines de mètres carrés et qu’il juche en haut de rochers verticaux ou sur des roches en surplomb en bordure de ravins se protégeant ainsi des prédateurs.

## Comportement social
Il existe un cri d’alarme caractérisé par un sifflement strident et émis du haut d’un rocher par un lophophore posté en sentinelle. L’ensemble des données révèle que les couples se forment en février-mars mais, dès la couvaison vers la mi-avril, les mâles quittent les femelles pour vivre seuls ou se nourrir sporadiquement avec d’autres mâles. Les observations disponibles ne permettent pas d’établir que les mâles participent à l’élevage des jeunes.

## Nidification
Un nid a été découvert par Han & Luo (2003) le 6 avril 2003 à 3440 m alors que la femelle était déjà en couvaison. Il était placé à 3,80 m de hauteur sur une excavation rocheuse sur un versant couvert de fourrés de bambous. Il était entouré d’herbes sèches et de plumes et contenait deux œufs. La femelle quittait son nid tous les deux ou trois jours pour se nourrir et l’éclosion eut lieu le 3 mai 2003. La photo de cette femelle au nid a été reproduite dans le livre de Hennache & Ottaviani (2005).

## Statut, conservation
La chasse de subsistance et pour la récolte de plumes, la dégradation de la forêt et le dérangement lié aux activités humaines sont les principales menaces. Fuller & Garson (2000) réclament une redéfinition de la distribution et du statut de la forme arunachalensis ainsi que des recherches pour mieux connaître les besoins écologiques et le statut de l’espèce.